# Округ Кастер (Монтана
Кастер (енгл. Custer County) је округ у америчкој савезној држави Монтана.

## Демографија
По попису из 2010. године број становника је 11.699, што је 3 (0,0%) становника више него 2000. године.
| Група             | 2000.          | 2010.          |
| Белци             | 11.228 (96,0%) | 11.009 (94,1%) |
| Афроамериканци    | 11 (0,1%)      | 34 (0,3%)      |
| Азијати           | 30 (0,3%)      | 37 (0,3%)      |
| Хиспаноамериканци | 177 (1,5%)     | 263 (2,2%)     |
| Укупно            | 11.696         | 11.699         |